# Palaeoscinis turdirostris
Palaeoscinis turdirostris – wymarły gatunek ptaka z monotypowej rodziny Paleoscinidae, należącej do rzędu wróblowych, podrzędu śpiewających. Okres istnienia przypadał na późny miocen. Opisany w 1957 roku na podstawie jednej skamieliny.
W 1955 roku do Natural History Museum of Los Angeles County trafiły 2 kawałki skały z dobrze zachowanym szkieletem ptaka, datowanym na miocen. Pochodziły z hrabstwa Santa Barbara w Kalifornii. Większy kawałek mierzył ok. 48x30 cm (19x12 cali) i miał grubość 19 cm. Drugi kawałek, mniejszy, posiadał niejednolitą powierzchnię i wymiary około 37x19 cm i grubość ok. 3 cm. Główna część szkieletu znajdowała się w pierwszym kawałku kamienia lub była w niej odciśnięta. Czaszka oraz pozostałe części ciała znajdowały się w skale na długości ok. 17 cm. Kość miednicza i kości nóg znajdowały się ok. 5 cm za resztą szkieletu.
Dziób proporcjami podobny do dzioba rudodrozda. Długość dzioba wynosi 23,7 mm, całej czaszki 48,3 mm, kości ramiennej 27 mm, kości udowej 24,5 mm, skoku 23 mm. Kości skrzydeł długie i smukłe. Kość ramieniowa krótsza niż kość łokciowa.
Proporcjami ciała i wymiarami znaleziony okaz nie przypominał żadnego gatunku z obecnie żyjących rodzin. Najbliższe pokrewieństwo prawdopodobnie z bilbilami (Pycnonotidae), jemiołuszkami (Bombycillidae), pluszczami (Cinclidae) oraz krukowatymi (Corvidae). Ze wszystkich kopalnych ptaków wróblowych, jedynie 3 gatunki należące do rodzaju Laurillardia wykazują podobieństwo do Palaeoscinis turdirostris.